# Výklad práva
Výklad neboli interpretace právních předpisů je velmi důležitou právní disciplínou, neboť ze samotného znění textu právních předpisů nelze ve složitějších případech jednoznačně vyčíst, jaké právní normy na daný případ dopadají a pokud ano, tak jak přesně jim v daném kontextu porozumět.

## Funkce výkladu
Interpretace práva může mít několik funkcí, především je to funkce poznávací, neboť jen jejím prostřednictvím lze zjistit skutečný obsah právní normy. Další důležitou funkcí je funkce praktická, neboť právo je interpretováno především proto, aby bylo následně aplikováno. Nejdříve je tedy nutné zjistit obsah a význam právní normy a teprve poté lze právo aplikovat. Zde typicky soudce nejdříve zjistí, jaký právní předpis či jeho část na řešený případ dopadá, pak si ozřejmí jeho obsah a teprve poté rozhodne o tom, zda určité jednání nebo stav byl v souladu s právem, nebo ne a následně jaké jsou právní následky s takovým závěrem spojené. Nakonec je výklad práva možno použít v rámci funkce argumentační, kdy argumentující sám právo neaplikuje, ale kdy se naopak snaží aplikující orgán přesvědčit o určitém výkladu, zejména tedy ve svůj prospěch (např. advokát vůči soudci). Nelze však ani zanedbat argumentační výklad práva, který provádí učitel práva vůči svým žákům.

## Metody výkladu

### Základní metody
Rozeznávají se tyto základní výkladové metody:
1. Gramatická (jazyková) metoda je přímočarý výklad právní normy z jejího textu. Při výkladu se vychází ze struktury věty, rozebírají se vztahy mezi jednotlivými částmi souvětí i jednotlivých vět, co použité výrazy obvykle znamenají apod.
2. Systematická metoda znamená, že se studuje umístění rozebírané právní normy v textu a systému právního předpisu (např. se hodnotí členění předpisu na části, hlavy a oddíly, dovozuje jaký význam mají marginální rubriky atd.) a jaké je postavení zkoumaného právního předpisu v daném právním odvětví a případně i v celém právním řádu.
3. Logická, v této metodě se využívá logických postupů, a to především logického výkladu opaku, silnějšího a sporem.

### Zvláštní metody
A pak tyto nadstandardní, které nastupují tehdy, jestliže základní metody výkladu nevedou k jednoznačnému výsledku:
1. Teleologická (účelová) zkoumá, jaký je současný účel a smysl rozebírané právní normy vzhledem k zaměření celého právního předpisu, který ji obsahuje.
2. Historická je podobná účelové metodě, neboť také zkoumá smysl právní úpravy, ale rozdíl je v tom, že tento smysl hledá v době, kdy zákonodárce (popř. autor podzákonného předpisu) danou právní úpravu přijímal. Při tomto výkladu se bere v potaz např. důvodová zpráva k zákonu, případně též záznam rozpravy v Parlamentu při jeho přijímání apod.
3. Komparativní (srovnávací) je založena na analýze obdobné úpravy v jiných právních předpisech, případně dokonce i v cizích právních řádech. V takovém případě je však nutno ji brát jen jako pomocnou, protože existence určité zahraniční úpravy nemá k interpretaci českého práva přímou relevanci (s výjimkou práva EU).

### Metoda logického výkladu
Základní metodou výkladu je též metoda logického výkladu, která je však svou povahou přítomna už ve všech ostatních. Používají se při ní především tyto zvláštní argumenty právní logiky:
- argumentum a contrario (důkaz z opaku) – vylučuje platnost nějaké domněnky, jestliže platí domněnka opačná,
- argumentum per eliminationem (důkaz vyloučením) – platí-li něco pouze pro určitý prvek množiny, neplatí to pro zbytek prvků této množiny,
- argumentum per analogiam nebo také agumentum a simili (důkaz podobnosti) – platí-li něco pro určitou skutečnost, platí to jistě i pro skutečnost skutkově podobnou (zde lze již hovořit o použití analogie v právu),
- argumentum a fortiori (důkaz silou, významem) – rozlišuje se na a minori ad maius (od menšího k většímu, tzn. platí-li něco pro méně významnou skutečnost, pak to jistě platí i pro skutečnost významnější) a na a maiori ad minus (od většího k menšímu, tzn. naopak platí-li něco pro významnější skutečnost, pak to jistě platí i pro skutečnost méně významnou),
- reductio ad absurdum – pokud nějakou domněnku dovedeme do extrému a uvidíme, že výsledek by byl zcela absurdní, pak taková domněnka nemůže obstát,
- argumentum a silentio legis – jestliže určitá skutečnost není právem upravena, pak pro subjekty soukromého práva platí základní právní zásada, že co není zákonem zakázáno, je povoleno, a naopak pro státní orgány, že nemají v dané věci pravomoc.

## Druhy výkladu

### Druhy podle autora a závaznosti výkladu
Výklad práva může provádět každý, kdo se s danou právní normou i jen seznámí. Pokud však jde o výklad veřejný a autoritativní, tak je nutno ho dále rozlišovat podle jeho závaznosti vůči ostatním:
1. Autentický výklad je obecně závazný a ve skutečnosti nejde ani tak o interpretaci práva, jako spíše o legislativní doplnění určitého právního předpisu, neboť jej podává ten, kdo tento zkoumaný předpis vydal. V Československu mělo toto oprávnění přeneseně předsednictvo Národního shromáždění.[5] Od té doby už takový výklad není možný.
2. Legální výklad je obdobný, ale rozdíl je v tom, že je oprávněn jej podat určitý orgán, který danou normu nevydal. Takové oprávnění je dáno právní normou vyšší právní síly, zejména tedy ústavou, z čehož pak plyne také naprostá závaznost tohoto typu výkladu. V ČSFR měl toto oprávnění Ústavní soud ČSFR.[6] Od té doby už takový výklad také není možný.
3. Výklad orgánu aplikujícího právo je nejčastější a podává ho orgán, který danou právní normu aplikuje. Jde tedy především o výklad soudní nebo o výklad správního orgánu v rámci určitého řízení a je proto také závazný,[4] ačkoli jen pro účastníky tohoto řízení. Výjimkou jsou určitá rozhodnutí obecného soudu, např. o osobním stavu, a také všechny vykonatelné nálezy Ústavního soudu, která jsou závazná pro každého.
4. Interní (také oficiální) je výklad závazný pouze po tzv. služební linii, tedy jen v rámci určité organizace, a to směrem dolů od vykládajícího subjektu. Příkladem mohou být interní směrnice, metodiky nebo závazné pokyny ústředních orgánů státní správy, které jsou závazné pro jim podřízené úřady.
5. Doktrinární výklad podávají právní vědci, není tedy závazný, ale do značné míry aplikační praxi ovlivňuje. Výkladu právních vědců se běžně dovolávají soudci v odůvodnění svých rozhodnutí nebo advokáti při sepisu vyjádření svých klientů; účelem argumentace doktrinárním výkladem je přesvědčit čtenáře o legitimnosti zastávaného právního názoru.

Je třeba se zmínit i o výkladu konstantním, který znamená, že určitý výklad je již v právní praxi ustálenou věcí. V tomto směru působí především dlouhodobá judikatura vyšších soudů, např. Nejvyššího soudu, která se pak nazývá konstantní judikaturou.

### Druhy podle výsledku
Rozlišovat lze výklad práva také podle toho, jaký je jeho výsledek:
1. Doslovný výklad by měl být pravidlem, neboť nejvíce odpovídá skutečnému obsahu interpretované právní normy.
2. Extenzivní (rozšiřující) výklad způsobí, že dosah interpretované právní normy bude širší, než by tomu bylo při výkladu doslovném.
3. Restriktivní (zužující) výklad naopak dosah právní normy zúží a ta tak bude dopadat na méně případů.

Rozšiřující i zužující výklad by měl být používán jen tehdy, bude-li to v souladu s účelem interpretované právní normy (využití teleologické metody výkladu) a jen úměrně konkrétní situaci, protože jinak by se interpretující subjekt mohl dostat do situace, jež by byla v rozporu s právem. Problematickým druhem výkladu je také opravný výklad, který totiž může vcelku jednoduše sklouznout k protizákonnému jednání, neboť vychází z premisy, že zákonodárce se zmýlil a chtěl ve skutečnosti normovat jinak, než nakonec učinil. Takovou domněnku je tedy zapotřebí velmi dobře odůvodnit a proti jednoznačnému znění zákona už nelze jít vůbec.

## Výklad mezinárodních smluv
Pravidla pro výklad mezinárodních smluv jsou stanovena Vídeňskou úmluvou o smluvním právu (zejména v článcích 31 až 34 této smlouvy) a mezinárodním obyčejovým právem, které tato smlouva kodifikuje.

### Obecné pravidlo výkladu
Základním metodou výkladu podle Vídeňské úmluvy o smluvním právu je metoda gramatická (jazyková), doplněná metodou telelogickou a systematickou. Žádná z uvedených metod nemá jednoznačnou prioritu, naopak, všechny společně tvoří jedno obecné pravidlo výkladu.

### Doplňkové metody výkladu
Případné nejednoznačnosti, které se nepodaří odstranit pomocí obecného pravidla výkladu musí být odstraněny prostřednictvím doplňkových prostředků výkladu. Zpravidla je v takovém případě zjišťován úmysl smluvních stran, a to prostřednictvím přípravných prací (travaux préparatoires).

### Srovnávací jazykový výklad
Mezinárodní právo je mnohojazyčné a mezinárodní smlouvy jsou proto často uzavírány ve více jazycích zároveň. Vídeňská úmluva proto obsahuje též pravidla pro výklad smluv smluv, jejichž původní vyhotovení je ve dvou nebo více jazycích. V případě že státy neurčily jednu z jazykových verzí jako autoritativní, je nutné hledat takový způsob výkladu, který vede k dosažení souladu mezi jednotlivými jazykovými verzemi. Není-li to možné, má být upřednostněn ten význam, který se zřetelem k předmětu a účelu smlouvy lišící se texty nejlépe sbližuje.
Činí-li výklad mezinárodní smlouvy soudy jednoho ze smluvních států, dělají tak z pozice jedné smluvní strany. Takový výklad proto nijak nezavazuje druhou smluvní stranu dotčené mezinárodní smlouvy.

## Výklad práva Evropské unie

### Autonomní výklad práva Evropské unie
Určité zvláštnosti vykazuje výklad práva Evropské unie. Používané metody výkladu jsou stejné, jen míra jejich zohlednění se může lišit od toho, jak je s těmito metodami pracováno při výkladu vnitrostátního a mezinárodního práva. Platí dále, že výklad práva Evropské unie je autonomní na právu vnitrostátním i mezinárodním. Důsledkem je možnost rozdílného významu jinak zcela totožných pojmů a institutů, které jsou používány jak právem Evropské unie, tak i právem českým (příkladem z dřívější doby může být pojem „podnik“, který v právu Evropské unie měl význam srovnatelný s pojmem „soutěžitel“, zatímco v českém právu se jím rozuměla „věc hromadná, složená ze souboru hmotných, jakož i osobních a nehmotných složek podnikání“).

### Postup použití výkladových metod
Postup při výkladu práva Evropské unie je následující:
Výchozí metodu tvoří výklad gramatický (jazykový). Limitován je však mnohojazyčným zachycením unijního práva. To totiž existuje ve 24 jazykových verzích, které jsou zcela rovnocenné. Jednotlivá zachycení unijních předpisů v národních předpisech proto nelze považovat za překlady, protože žádný „originální“ text či jazyk neexistuje. Právně jsou si všechny jazykové verze práva Evropské unie zcela rovny. V rámci jazykového výkladu je proto nezbytné srovnávání všech jazykových verzí práva Evropské unie. V ideálním případě by tomu tak mělo být vždy, při každé aplikaci unijního práva českými soudy a správními orgány. Prakticky je však tento požadavek nerealizovatelný. Účelem srovnávání jazykových verzí není nalezení jejich průsečíku, ale vymezení rozsahu uplatnění dalších metod výkladu. Jazykový výklad je doplňován výkladem systematickým, stejně jako je tomu v případě výkladu práva vnitrostátního. Na jazykový výklad dále navazuje výklad účelový. Pro zjišťování účelu jsou relevantní jsou všechny jazykové verze interpretovaného předpisu. Jenom takto zjištěný účel je univerzální a na jazyku nezávislý. Zohlednění subjektivního účelu normotvůrce může v případě, je-li tento výklad činěn vnitrostátním soudem, vést k výsledkům rozdílným od těch, k nimž by ve stejné situaci dospěl Soudní dvůr EU. Bezpečný je pouze tehdy, slouží-li výběru mezi variantami výkladu zjištěnými postupy stanovenými výše, a to ve prospěch prointegrační varianty výkladu. Rozsah využití této metody je širší v případě sekundárního práva, kde je úmysl normotvůrce snáze zjistitelný z preambulí právních předpisů. V případě práva primárního je tento výklad spíše problematický.

### Užitečný účinek –effet utile
Pro výklad práva Evropské unie je charakteristický přístup, který sleduje zájem na dosažení maximálního účinku (judikatura Soudního dvora EU hovoří o „užitečném účinku“, v odborné literatuře je tento přístup označován jako „effet utile“). Podstata tohoto „užitečného účinku“ spočívá ve volbě takového výkladu práva Evropské unie, který zajistí co největší váhu a účinek interpretované úpravy. „Užitečný účinek“ by tedy měl zajistit, že bude rozumně a efektivně dosaženo toho, co unijní právo předpokládá, a to buď přímo ve svém textu, nebo bez vazby na takový (neexistující) text svým účelem. A protože text především zřizovacích smluv Evropské unie je často příliš obecný a účel lze vlastně obecně pojmout též, má Soudní dvůr EU poměrně velký prostor pro argumentaci na tomto základě. V rozhodovací praxi soudů členských států se samostatně s „užitečným účinkem“ nepracuje, vyvstane-li totiž potřeba řešit určitým problém tímto způsobem, je to často zároveň také důvod pro zahájení řízení o předběžné otázce u Soudního dvora EU. Za pomocí užitečného účinku Soudní dvůr EU dovodil přímý účinek směrnic, přednost unijního práva, přímý účinek primárního práva, rozšířil pravomoci Evropské unie o implicitní pravomoci či dovodil odpovědnost státu za škodu. Je tedy nástrojem extensivního a kreativního výkladu práva Evropské unie.